# Valea Brazilor, Argeș
Valea Brazilor este un sat în comuna Băiculești din județul Argeș, Muntenia, România. Se află în partea de central-vestică a județului, în Podișul Cotmeana.